# جعبه ابزار امنیت شبکه
جعبه ابزار امنیت شبکه (NST) یک DVD/USB فلش درایو مبتنی بر لینوکس است که مجموعه‌ای از ابزارهای آزاد و متن‌باز امنیتی و شبکه‌ای را فراهم می‌کند تا کارها و وظایف روتین تشخیص و نظارت امنیتی و شبکه‌ای را انجام دهد. این توزیع می‌تواند به عنوان یک ابزار تجزیه و تحلیل، اعتبارسنجی و نظارت بر امنیت شبکه بر روی سرورهای میزبان ماشین های مجازی  مورداستفاده قرار داد. اکثر ابزارهای منتشر شده در مقاله "125 ابزار امنیتی برتر" توسط Insecure.org در این ابزار قابل دسترس هستند. NST دارای قابلیت مدیریت بسته‌ها مانند Fedora است و مخزن خود برای بسته‌های اضافی را حفظ می‌کند.
ویژگی‌ها
بسیاری از کارهایی که می‌توان در NST انجام داد از طریق یک رابط وب به نام NST WUI  در دسترس است.از ابزارهایی که می‌توان از طریق این رابط استفاده کرد، می‌توان به nmap با ابزار تجسم(تصویرسازی) ZenMap، ntop، یک مانیتور پهنای باند رابط شبکه، یک اسکنر ARP شبکه، یک مدیر جلسه برای VNC، یک سرور ترمینال مبتنی بر minicom، نظارت بر پورت‌های سریال و مدیریت WPA PSK اشاره کرد.
سایر ویژگی‌ها شامل تجسم داده‌های ntopng، ntop، wireshark، traceroute، NetFlow و kismet با مکان‌یابی آدرس‌های میزبان، مکالمه آدرس IPv4، داده‌های traceroute و نقاط دسترسی بی‌سیم و نمایش آن‌ها از طریق Google Earth یا یک تصویر بیتی Mercator World Map، یک مرورگر است. ضبط بسته و سیستم تجزیه و تحلیل پروتکل مبتنی بر قابلیت نظارت بر چهار رابط شبکه با استفاده از Wireshark، و همچنین یک سیستم تشخیص نفوذ مبتنی بر Snort با یک Backend "Colector" که حوادث را در پایگاه داده MySQL ذخیره می کند. برای توسعه‌دهندگان وب، یک کنسول JavaScript با یک کتابخانه شیء درونی  با توابعی که به توسعه صفحات وب پویا کمک می کند، وجود دارد.

1. ↑  الگو:Smith, Jesse (2020-06-07). Distribution Release: Network Security Toolkit 32-11992.